# Joseph Beerli
Joseph Beerli, född 22 december 1901, död 4 september 1967, var en schweizisk bobåkare.
Beerli blev olympisk guldmedaljör i fyrmansbob vid vinterspelen 1936 i Garmisch-Partenkirchen.